# 동남아시아 경기 대회 야구
동남아시아 경기 대회 야구는 2005년 동남아시아 경기 대회부터 정식 종목으로 채택되었다. 주로 야구장을 제대로 갖추고 동남아시아 지역에서는 야구 메달권인 필리핀, 태국, 인도네시아 지역에 동남아시아 경기 대회가 개최되어야 정식 종목으로 채택되는 경우가 많다. 11개 회원국 중에 야구종목에는 주로 5 ~ 6개국 정도가 참여했다.

## 대회 결과
| 연도 | 개최지     |        | 금메달     | 은메달     | 동메달 |
| ---- | ---------- | ------ | ---------- | ---------- | ------ |
| 2005 | 마닐라     | 필리핀 | 태국       | 인도네시아 |        |
| 2007 | 빠툼타니   | 태국   | 필리핀     | 인도네시아 |        |
| 2011 | 팔렘방     | 필리핀 | 인도네시아 | 태국       |        |
| 2019 | 마발라카트 | 필리핀 | 태국       | 인도네시아 |        |

## 국가별 참가 기록
| 국가       | 2005년 | 2007년 | 2011년 | 2019년 | 연도/참여 |
| ---------- | ------ | ------ | ------ | ------ | --------- |
| 말레이시아 | 5위    | 5위    | 5위    | x      | 3         |
| 미얀마     | 4위    | 4위    | x      | x      | 2         |
| 베트남     | x      | x      | 4위    | x      | 1         |
| 싱가포르   | x      | x      | x      | 4위    | 1         |
| 인도네시아 | 3위    | 3위    | 2위    | 3위    | 4         |
| 캄보디아   | x      | 6위    | x      | 5위    | 2         |
| 태국       | 2위    | 1위    | 3위    | 2위    | 4         |
| 필리핀     | 1위    | 2위    | 1위    | 1위    | 4         |
| 국가 수    | 5      | 6      | 5      | 5      |           |

## 메달 집계
| 순위 | 국가       | 금메달 | 은메달 | 동메달 | 합계 |
| ---- | ---------- | ------ | ------ | ------ | ---- |
| 1    | 필리핀     | 3      | 1      | 0      | 4    |
| 2    | 태국       | 1      | 2      | 1      | 4    |
| 3    | 인도네시아 | 0      | 1      | 3      | 4    |

## 같이 보기
- 아시안 게임 야구